# Valea Cânepii
Valea Cânepii – wieś w Rumunii, w okręgu Braiła, w gminie Unirea. W 2011 roku liczyła 1340 mieszkańców.